# Menhir de la Mégerie
Le menhir de la Mégerie, appelé aussi menhir des Devonnières, est un menhir situé sur la commune de Corsept dans le département de la Loire-Atlantique.

## Description
Le menhir est un bloc de granite de 2,60 m de hauteur pour une largeur à la base de 1,20 m et une épaisseur moyenne de 1,10 m, de forme rectangulaire.